# Raiffeisenbank Knoblauchsland-Bibertgrund
Die Raiffeisenbank Knoblauchsland-Bibertgrund eG ist eine deutsche Genossenschaftsbank mit Sitz im Stadtteil Buch in der bayerischen kreisfreien Stadt Nürnberg.

## Geschichte
Die heutige Raiffeisenbank Knoblauchsland-Bibertgrund eG entstand im Jahr 2023 durch die Fusion der Raiffeisenbank Bibertgrund eG mit dem Sitz in Zirndorf mit der Raiffeisenbank Knoblauchsland eG mit dem Sitz im Stadtteil Buch von Nürnberg.
Die damalige Raiffeisenbank Knoblauchsland eGmbH entstand im Jahr 1960 durch die Fusion der Raiffeisenkasse Almoshof eGmbH mit dem Sitz in Almoshof, der Raiffeisenkasse Buch eGmbH mit dem Sitz in Buch, der Raiffeisenkasse Kraftshof eGmbH mit dem Sitz in Kraftshof, der Raiffeisenkasse Schniegling eGmbH mit dem Sitz in Schniegling und der Raiffeisenkasse Wetzendorf eGmbH mit dem Sitz in Wetzendorf. Weitere Geschichtsdetails siehe hier.
Die ehemalige Raiffeisenbank Zirndorf eG wurde 1924 in Zirndorf gegründet. Bereits im Jahr 1912 wurde der Raiffeisen-Darlehenskassenverein in Großhabersdorf gegründet. Im Jahr 1969 erfolgte die Verschmelzung der Raiffeisenkasse Großhabersdorf eGmbH mit der Raiffeisenkasse Fernabrünst eGmbH mit dem Sitz in Fernabrünst, anschließend dann im Jahr 1989 die Fusion der Raiffeisenbank Großhabersdorf eG mit der Raiffeisenbank Roßtal mit dem Sitz in Roßtal zur Raiffeisenbank Großhabersdorf-Roßtal eG mit dem Sitz in Roßtal. Im Jahr 2016 kam es dann zur Fusion der Raiffeisenbank Großhabersdorf-Roßtal eG mit der Raiffeisenbank Zirndorf eG zur Raiffeisenbank Bibertgrund eG mit dem Sitz in Zirndorf.

## Rechtsverhältnisse
Die Raiffeisenbank Knoblauchsland-Bibertgrund eG ist im Genossenschaftsregister beim Amtsgericht Nürnberg unter GnR 361 eingetragen.

## Organisationsstruktur
Rechtsgrundlagen sind das Genossenschaftsgesetz und die durch die Generalversammlung beschlossene Satzung. Organe der Bank sind der Vorstand, der Aufsichtsrat und die Generalversammlung.

## Sicherungseinrichtung
Die Raiffeisenbank Knoblauchsland-Bibertgrund eG ist der amtlich anerkannten Sicherungseinrichtung des Bundesverbandes der Deutschen Volksbanken und Raiffeisenbanken GmbH und der zusätzlichen freiwilligen Sicherungseinrichtung des Bundesverbandes der Deutschen Volksbanken und Raiffeisenbanken e.V. angeschlossen.

## Geschäftsausrichtung
Die Raiffeisenbank Knoblauchsland-Bibertgrund eG betreibt das Universalbankgeschäft. Im Verbundgeschäft arbeitet sie mit der DZ Bank, R+V Versicherung, Bausparkasse Schwäbisch Hall, Teambank, VR Smart Finanz, DZ Hyp und der Union Investment zusammen.

## Geschäftsgebiet
Das Geschäftsgebiet liegt im Norden von Nürnberg und im Süden des Landkreises Fürth.
An diesen Orten betreibt die Bank Filialen:
- Buch (Hauptstelle, jur. Sitz)
- Zirndorf (Geschäftsstelle)
- Cadolzburg (Geschäftsstelle)
- Großhabersdorf (Geschäftsstelle)
- Roßtal (Geschäftsstelle)
- Oberasbach (Geschäftsstelle)